# Выборы в Даугавпилсскую городскую думу (2009)
Выборы в Даугавпилсскую городскую думу пятого созыва состоялись 6 июня 2009 года в рамках Латвийских выборов в самоуправления. На выборах было заявлено 14 списков с 184 кандидатами.
В день выборов право голоса было у 64 158 жителей города. На выборы пришло 35 647 человек. Явка избирателей — 56,14 %. Число пригодных конвертов — 34 922. В городе было 30 избирательных участков.
Большее количество голосов получила ЛСДРП, возглавляемая Рихардом Эйгимом. 5-процентный барьер также преодолели ЛПП/ЛЦ, Центр согласия и Народ Латгалии. Было избрано 15 депутатов.
Первое заседание Думы нового созыва состоялось 1 июля 2009 года, где был избран мэр города Рихард Эйгим. Председатель городской избирательной комиссии Раймонд Тукиш открыл заседание и исполнил необходимые формальности, прописанные в законе о выборах и местном самоуправлении.

## Участники выборов и их результаты[2]
| №  | Список                                     | Кандидатов | Голосов | в %     | Мест в Думе |
| -- | ------------------------------------------ | ---------- | ------- | ------- | ----------- |
| 1  | ЛСДРП                                      | 15         | 10 421  | 29,84 % | 5           |
| 2  | ЛПП/ЛЦ                                     | 15         | 9668    | 27,68 % | 5           |
| 3  | За Родину!                                 | 15         | 174     | 0,50 %  |             |
| 4  | Народ Латгалии                             | 18         | 3992    | 11,43 % | 2           |
| 5  | ЗаПЧЕЛ — За права человека в единой Латвии | 17         | 769     | 2,20 %  |             |
| 6  | Центр согласия                             | 18         | 6369    | 18,24 % | 3           |
| 7  | Народная партия                            | 13         | 1251    | 3,58 %  |             |
| 8  | Отечеству и свободе/ДННЛ                   | 5          | 147     | 0,42 %  |             |
| 9  | Общество другой политике                   | 11         | 117     | 0,34 %  |             |
| 10 | Партия социальной справедливости           | 15         | 729     | 2,09 %  |             |
| 11 | Возрождение Даугавпилса                    | 17         | 323     | 0,92 %  |             |
| 12 | Яунлатвия                                  | 14         | 135     | 0,39 %  |             |
| 13 | Новое время                                | 6          | 144     | 0,41 %  |             |
| 14 | Партия Осипова                             | 5          | 80      | 0,23 %  |             |